# Кавалермађоре
Кавалермађоре (итал. Cavallermaggiore) је насеље у Италији у округу Кунео, региону Пијемонт.
Према процени из 2011. у насељу је живело 4121 становника. Насеље се налази на надморској висини од 287 м.

## Становништво
| 1936. | 1951. | 1961. | 1971. | 1981. | 1991. | 2001. | 2011. |
| ----- | ----- | ----- | ----- | ----- | ----- | ----- | ----- |
| 4.608 | 4.521 | 4.254 | 4.418 | 4.576 | 4.542 | 5.064 | 5.472 |